# إسماعيل أياز
إسماعيل أياز (بالتركية: İsmail Ayaz)‏ هو لاعب كرة قدم تركي في مركز الوسط، ولد في 4 يناير 1995 في إسطنبول في تركيا. لعب مع نادي قاسم باشا.

## وصلات خارجية
- إسماعيل أياز على موقع اتحاد تركيا (لاعب) (الإنجليزية)
- إسماعيل أياز على موقع قاعدة بيانات كرة القدم.إي يو (الإنجليزية)
- إسماعيل أياز على موقع عالم كرة القدم.نت (الإنجليزية)